# Bayram Ali
Bayram Ali o Bayram-Ali (modernament en turkmen Baýramaly, rus Байрам-Али) és una població del Turkmenistan a 30 km a l'est de Merv, capital del districte del mateix nom a la província de Mary (Merv). Hi passa molt proper el ferrocarril Transcaspià (Aşgabat a Taixkent). La ciutat va existir fins al segle xviii i estava poblada de perses (vegeu Merv). El seu nom derivava del príncep Bayram Ali Khan. En aquest lloc se situen les ruïnes de part de l'antiga Merv. Les ruïnes cobreixen una superfície aproximada de 50 km². La població estimada el 2009 era de 88.486 habitants); el 1989 constava amb 43.824 habitants.
Aquesta regió era part del domini personal privat del tsar, confiscat per la revolució el 1917. Modernament, en període soviètic, s'hi va establir una estació de recerca agrícola i un escola tècnica agrícola. A la regió es cultiva la vinya i es practica la ramaderia.

## Nota
1. ↑  Population census 1989, Demoscope Weekly, No. 359-360, 1-18 January 2009 (busca per Туркменская ССР) (rus)